# Les Flamandes
Les Flamandes is een Frans liedje van de Belgische artiest Jacques Brel uit 1959.
In België verscheen het nummer op het album Jacques Brel nº 4. Een jaar later was Les Flamandes ook het titelnummer van een ep, waarop verder ook de liedjes Seul, Isabelle en La Colombe stonden. In 1972 werd het nummer opnieuw opgenomen voor de lp Ne me quitte pas.
Het nummer werd gecoverd door tal van artiesten, waaronder Barbara, Dominique Horwitz, Patrick Artero en Tine Reymer (voor het Radio 1-project Brel op 1). Les Flamandes werd ook vertaald, onder andere in het Nederlands (Vlaamse Vrouwen), Afrikaans (Vlamingvrou) en Fins (Meikäläiset).

## Meewerkende artiesten
- Muzikanten:
  - Jacques Brel (zang)
  - François Rauber (dirigent)